# Goyenia fresa
Goyenia fresa là một loài nhện trong họ Desidae.
Loài này thuộc chi Goyenia. Goyenia fresa được miêu tả năm 1970 bởi Raymond Robert Forster.